# Хиртоп (комуна)
Хиртоп (рум. Hârtop) — комуна у повіті Сучава в Румунії. До складу комуни входить єдине село Хиртоп.
Комуна розташована на відстані 340 км на північ від Бухареста, 19 км на південний схід від Сучави, 98 км на захід від Ясс.

## Населення
У 2009 року у комуні проживали 2687 осіб.